# Bomberman: Act Zero
Bomberman: Act Zero es un videojuego de acción desarrollado por Hudson Soft para Xbox 360 en 2006 y publicado fuera de Japón por Konami. Destaca por su salida de los títulos estándar en la serie Bomberman; cuenta con gráficos más realistas y un entorno futuro oscuro y distópico.

## Jugabilidad
Los jugadores, como Bomberman, deben destruirse entre sí para abrirse paso hasta la superficie de la Tierra y escapar. Los jugadores pueden personalizar su personaje incluyendo su género. El juego se ve desde una perspectiva general, como otros títulos de Bomberman. Los niveles tienen una serie de pilares que requieren que los personajes de los jugadores naveguen por los pasillos; A veces hay obstáculos en estos caminos que solo pueden ser destruidos por las bombas. Las bombas también son necesarias para derrotar a los oponentes. Un modo alternativo llamado "Batalla en primera persona" donde los jugadores ven la acción detrás del personaje del jugador y son capaces de maniobrar la cámara. En el modo estándar, el Bomberman puede ser asesinado por una sola bomba (incluida la suya propia); En el modo FPB, reciben un medidor de vida y pueden recibir múltiples golpes. En ambos modos, los Bomberman pueden obtener diferentes potenciadores (incluida la velocidad, el conteo de bombas, la fuerza de la bomba y la duración de la bomba). Ambos modos duran 99 pisos; Si el personaje del jugador muere, los jugadores deben reiniciar desde el principio. El juego cuenta con un modo de batalla solo en línea llamado "batalla mundial" que admite hasta ocho jugadores.[cita requerida]

## Desarrollo
El juego se anunció por primera vez en el E3 2006 en la conferencia de prensa de Konami. En noviembre de 2006, se lanzó una versión para teléfonos móviles, titulada Bomberman: Act Zero Mobile Type, para teléfonos i-Mobile exclusivamente en Japón.

## Recepción

### Prelanzamiento
Justin Calvert, de GameSpot, jugó una demostración del juego para un solo jugador en el E3 2006. Señaló que el juego era "casi sin cambios" de los títulos clásicos de Bomberman.

### Post-lanzamiento
Bomberman: Act Zero ha recibido una abrumadora recepción negativa por parte de críticos y fanáticos por sus largos tiempos de carga, mala detección de colisiones, banda sonora olvidable, uso de las mismas texturas y gráficos para cada etapa, jugabilidad tediosa y repetitiva, falta de función de guardar, IA desequilibrada y el cambio no deseado de la serie a un escenario más oscuro y más futurista. El modo Bomberman en primera persona también fue criticado por sus malos ángulos de cámara y el hecho de que se juega en una perspectiva en tercera persona en lugar de una perspectiva en primera persona. Tiene una puntuación promedio de 34 de Metacritic. Mike Smith de Yahoo! Games, sintió que los diseñadores no entendían lo que hacía grande a Bomberman. Criticó a sus "héroes genéricos, ásperos de metal cepillado y armadura". Patrick Shaw, de GamePro, sintió que no debería usarse para introducir a los jugadores en la serie y que los fanáticos de los juegos deberían omitirla. En la edición de marzo de 2007 de Electronic Gaming Monthly, SeanBaby mencionó a Bomberman: Act Zero como uno de los 10 peores juegos de 2006, describiéndolo como "el juego de Bomberman que apesta".
El juego ha sido nombrado uno de los peores videojuegos de todos los tiempos por GamesRadar y The Guardian. En 2010, GameTrailers clasificó el juego número uno en su lista de "Las 10 peores secuelas".